# Златиниця
Злати́ниця (болг. Златиница) — село в Ямбольській області Болгарії. Входить до складу общини Болярово.

## Населення
За даними перепису населення 2011 року у селі проживали 42 особи.
Національний склад населення села:
| Національність   | Кількість осіб | Відсоток |
| ---------------- | -------------- | -------- |
| болгари          | 31             | 73,8%    |
| цигани           | 9              | 21,4%    |
| Всього відповіли | 42             |          |

Розподіл населення за віком у 2011 році:
Динаміка населення: